# Račice nad Trotinou
Račice nad Trotinou település Csehországban, a Hradec Králové-i járásban. Račice nad Trotinou Lužany, Sendražice, Smiřice, Hořiněves és Habřina településekkel határos. Lakosainak száma 147 fő (2024. január 1.).

## Népesség
A település lakosságának változását az alábbi diagram mutatja:
| Lakosok száma | 565  | 486  | 497  | 296  | 195  | 141  | 161  | 160  | 151  | 147  |
|               | 1869 | 1900 | 1921 | 1961 | 1980 | 2011 | 2016 | 2019 | 2021 | 2024 |